# Jacob Willemsz. Delff (der Jüngere)
Jakob Willemsz. Delff (auch Delft) (der Jüngere) (* 24. März 1619; † 12. Mai 1661 in Delft) war ein holländischer Maler. Er war zudem Stadtrat und Hafenmeister der Stadt Delft.
Seine Eltern waren der Maler Willem Jacobszoon Delff (1580–1638) und dessen Ehefrau Geertruid van Mierevelt (1594–1639). Sein Großvater war Jakob Willemsz. Delff (der Ältere) (um 1550–1601). Sein anderer Großvater war Michiel van Mierevelt (1567–1641) in dessen Werkstatt er auch ausgebildet wurde. Nach seinem Tod führte er das florierende Unternehmen weiter. Daher ist eine Unterscheidung der Bilder oft sehr schwierig. Stich mit G. oder G.J. Delff gehören jedoch zu ihm.
Durch Erbe reich geworden, war es für ihn nicht notwendig zu arbeiten. Durch sein Talent entwickelte er sich aber noch zu einem sehr guten Porträtmaler. Wie schon seine Großväter malte er viele Offiziere der Delfter Schützengilde, in der auch er als Fähnrich, Hauptmann und Rottenmeister tätig war. Daneben bemalte er auch Fenster, von denen noch einige erhalten sein sollen.
Der Delfter Donnerschlag (1654) beschädigt auch das Schützenhaus (Doele) stark. 1659 bekam er 200 Gulden für die Restauration der Bilder seiner Großväter.

## Familie
Jakob Willemsz Delff war seit 1642 mit Anna van Hoogenhouck (1622–1678) verheiratet. Sie entstammt einer wohlhabenden Delfter Familie. Das Paar hatte folgende Kinder:
- Geertruid (1645–1696) x.1664 Dirk van Heemskerck Van Beest (1634–1685)
- Willem (1643–1643)
- Margriet (1644–< 1647)
- Margriet (1647–?)
- Anna (1648–?)